# Bruggmanniella byrsonimae
Bruggmanniella byrsonimae är en tvåvingeart som först beskrevs av Maia och Márcia Souto Couri 1992.  Bruggmanniella byrsonimae ingår i släktet Bruggmanniella och familjen gallmyggor. Inga underarter finns listade i Catalogue of Life.